# Polnische Badminton-Mannschaftsmeisterschaft 1977
Die Polnische Badminton-Mannschaftsmeisterschaft der Saison 1976/1977 gewann das Team von Unia Głubczyce. Es war die vierte Austragung der Titelkämpfe.

## Endstand
| Platz | Mannschaft         |
| ----- | ------------------ |
| 1.    | Unia Głubczyce     |
| 2.    | AZS AWF Wrocław    |
| 3.    | Stal FSO Warszawa  |
| 4.    | Vigoprim Łódź      |
| 5.    | Gwardzista Wrocław |
| 6.    | Unia Bieruń Stary  |
| 7.    | Rakieta Łódź       |
| 8.    | Merkury Bydgoszcz  |
| 9.    | Start Gdynia       |
| 10.   | Apollo Kraków      |
| 11.   | Bolesław Bukowno   |
| 12.   | Helios Olsztyn     |